# Ludovico Madruzzo
Ludovico Madruzzo (ur. 1532 w Trydencie, zm. 20 kwietnia 1600 w Rzymie) – włoski kardynał i polityk, książę biskup Trydentu.

## Życiorys
Był synem barona Niccolò Madruzzo i Helene Lanberg. Ukończył studia na uniwersytetach w Leuven i Paryżu. W 1561 papież Pius IV mianował go kardynałem diakonem San Callisto. W latach 1562–1586 kardynał diakon San Onofrio, 1586–1591 kardynał prezbiter S. Anastasiae, 1591–1597 kardynał prezbiter San Lorenzo in Lucina, 1597–1600 kardynał biskup Sabiny i w 1560 kardynał biskup Frascati. Od 1567 do śmierci był księciem biskupem Trydentu. Przyłączył do biskupstwa południowy Tyrol co spowodowało spór kardynała z cesarzem Ferdynandem II. Madruzzo schronił się wówczas w Rzymie. Był obecny na wszystkich konklawe między 1565 a 1592. Od konklawe 1585 dowodził frakcją prohiszpańską w kolegium kardynalskim. To dzięki poparciu jego (i króla Hiszpanii Filipa II) wybrano na Stolicę Piotrową kardynałów Mikołaja Sfondrati-Grzegorza XIV i Jana Antoniego Facchinetti-Innocentego IX. Na konklawe, które wybrało Sfondratiego sam był poważnym kandydatem do tiary, jednak jego szanse przekreśliły zbyt ścisłe związki z Madrytem i pochodzenie (matka kardynała była Niemką).
W latach 1587–1588 Kamerling Świętego Kolegium Kardynałów.
Ludovico Madruzzo był przyjacielem św. Karola Boromeusza i św. Filipa Neri oraz mecenasem sztuki.
Zmarł w Rzymie w wieku 68 lat.